# Seinen
Seinen (青年), ou mangás seinen (青年漫画), são séries de mangá voltadas para o público masculino adulto. Em japonês, a palavra "seinen" significa "jovem", apesar de ser usada para descrever o público-alvo de revistas de mangás destinadas a homens de 20 a 50 anos, como Weekly Manga Times e Weekly Manga Goraku. Os principais gêneros de mangás seinen são: ação, fantasia, ficção científica, comédia e esportes. Seu equivalente feminino são os mangás josei. Os mangás seinen são diferentes dos mangás shōnen (destinados a garotos mais jovens), apesar de alguns mangás seinen, como xxxHolic, apresentarem algumas semelhanças com mangá shōnen. 
Os mangás seinen se desenvolveram por volta da década 1970 a partir do gekigá. Este movimento, surgido na década de 1950, trouxe histórias sérias, muitas vezes com críticas sociais e em um estilo de desenho mais realista para um público adulto. Com a dissolução dos grupos de artistas e a perda de importância da revista Garo, o gekigá se dissolveu na década de 1970.
Famosas revistas seinen são: Young Jump, Young Animal, Ultra Jump, Afternoon, Manga Action e Big Comic. 
Mangás seinen possuem uma grande variedade de estilos artísticos e temáticas. São exemplos de séries seinen: Lobo Solitário, 20th Century Boys, Akira, Monster, One Punch-Man, Pluto, Berserk, Mushishi, Planetes, Battle Royale, Ghost in the Shell, Lupin III, Hellsing, Battle Angel Alita, Maison Ikkoku e JoJo's Bizarre Adventure (Atual), que já foi um mangá shōnen.
Vale a pena lembrar que o conceito de "maduro" para a sociedade japonesa é bem diferente do ocidental. Um exemplo disto é o caso dos quadrinhos Hokuto no Ken e Jojo's Bizarre Adventure, que, no Japão, foram lançados em antologias shōnen, para depois serem lançados em antologias seinen.
A grande diferença entre shōnen e seinen está nos temas e no conteúdo maduro. Algumas histórias de seinen possuem personagens em idade típica de shōnen (como personagens em idade escolar), mas as temáticas são mais maduras, geralmente contendo sexo e violência, que não são adequadas em revistas infanto-juvenis.
Os personagens dos seinen geralmente estão em torno dos 20 a 40 anos e passam por problemas típicos de sua faixa etária, tendo muitas histórias e se aprofundando em temas como negócios e política - que podem ser maçantes para os jovens. Além disso, passam até por complexas histórias de ficção científica que exigem conhecimento universitário para serem compreendidas. Os mangas seinen usam kanji de nível universitário. Outra característica dos seinen é a liberdade das histórias, pois não há restrições. Pode-se colocar cenas explícitas de sexo em histórias seinen sem que sejam consideradas pornográficas (dois exemplos são Love Junkies e Gantz, lançados no Brasil). Não existe a pressão para a criação de produtos, como brinquedos e jogos de videogame. Não que isso impeça quadrinhos seinen de terem desenhos animados de sucesso (nesse caso, animes adultos) e suas linhas de brinquedos e jogos de videogame (como os jogos bishoujo e eroge).
Os seinen no Japão são tão populares quanto os shōnen, apesar de terem poucos títulos conhecidos no Ocidente. O sucesso dos seinens se reflete nos J-drama. Como muitas histórias seinen são realistas, é preferível a transposição para filmes, seriados, minisséries e novelas com atores reais do que para animações. Oldboy, um filme coreano de muita repercussão, foi baseado em um mangá seinen.